# Risiocnemis plebeja
Risiocnemis plebeja är en trollsländeart som beskrevs av Hämäläinen 1991. Risiocnemis plebeja ingår i släktet Risiocnemis och familjen flodflicksländor. Inga underarter finns listade i Catalogue of Life.